# 能書き
能書き（のうがき）とは、元々は薬の効能などを説明し書き記した「効能書き」から由来する。
医師から薬が処方され様々な効果・効能を説明されても、実際には効果が全くないことを捉え、その事を揶揄し意味が転じて、効果があると吹聴する事、口ばかりで実がない・行動が伴わないこと、自己宣伝のために優れた点を述べ立てること、といった意味に転じて使われるようになった。